# Tommaso (nome)
Tommaso  è un nome proprio di persona italiano maschile.

## Varianti
- Maschili: Tomaso[4][5], Tomasso[4][5]
  - Alterati: Tommasino[1][4][5], Tomasino[5], Tomassino[5], Tommy
  - Ipocoristici: Maso[5], Masino[1][5], Massino[5], Masolino, Misino[1], Mino[1], Tom[4]
- Femminili: Tommasa[1][4][5], Tomasa[4][5], Tomassa[4]
  - Alterati: Tommasina[1][3][4][5]
  - Ipocoristici: Masina[5]

### Varianti in altre lingue
- Aramaico: תָּאוֹמָא (Ta'oma', Te'oma)[2]
- Basco: Toma[6]
- Bielorusso: Тамаш (Tamaš)
- Bulgaro: Тома (Toma)[2]
- Catalano: Tomàs[6]
- Ceco: Tomáš[2]
- Croato: Toma[2], Tomo[2]
  - Alterati: Tomica[2]
- Danese: Thomas[2]
- Estone: Toomas[2]
- Finlandese: Tuomas[2], Tuomo[2]
  - Ipocoristici: Tomi[2], Tommi[2]
- Francese: Thomas[2][4]
- Friulano: Tomât, Tomâs[7]
  - Femminili: Tomade, Tomada
- Galiziano: Tomé[6]
- Gallese: Tomos[2]
  - Ipocoristici: Tomi[2], Twm[2]
- Georgiano: თომა (Toma)[2]
- Greco biblico: Θωμᾶς (Thōmas)[2][3][5][8]

- Greco moderno: Θωμάς (Thōmas)[2]
- Inglese: Thomas[2][4][8]
  - Ipocoristici: Thom[2], Tom[2][4], Tommie[2], Tommy[2]
  - Femminili: Thomasina[2], Tamsen[2], Tamzen[2], Tamsin[2], Tamsyn[2]
- Irlandese: Tomás[2]
- Islandese: Tómas
- Latino: Thomas[1][2][3][5], Thomasus[5]
  - Femminili: Thomasa[1]
- Lettone: Toms[2]
- Lituano: Tomas[2]
- Macedone: Тома (Toma)[2]
- Māori: Tamati[2]
- Norvegese: Thomas[2], Tomas[2]
- Olandese: Thomas[2]
  - Ipocoristici: Tom[2], Maas[2]

- Polacco: Tomasz[2]
  - Ipocoristici: Tomek[2]
- Portoghese: Tomé[2][4], Tomás[2]
- Rumeno: Toma[2]
- Russo: Фома (Foma)[2][4]
- Scozzese: Tàmhas[2], Tòmas[2], Tavish[2]
  - Ipocoristici: Tam[2]
- Serbo: Тома (Toma)[2]
- Tedesco: Thomas[2]
- Slovacco: Tomáš[2]
- Sloveno: Tomaž[2]
- Spagnolo: Tomás[2][4][6]
- Svedese: Thomas[2], Tomas[2]
- Tedesco: Thomas[2][4]
- Ucraino: Хома (Choma), Тома (Toma), Томас (Tomas), Фома (Foma)
- Ungherese: Tamás[2]
  - Ipocoristici: Tomi[2]

## Origine e diffusione

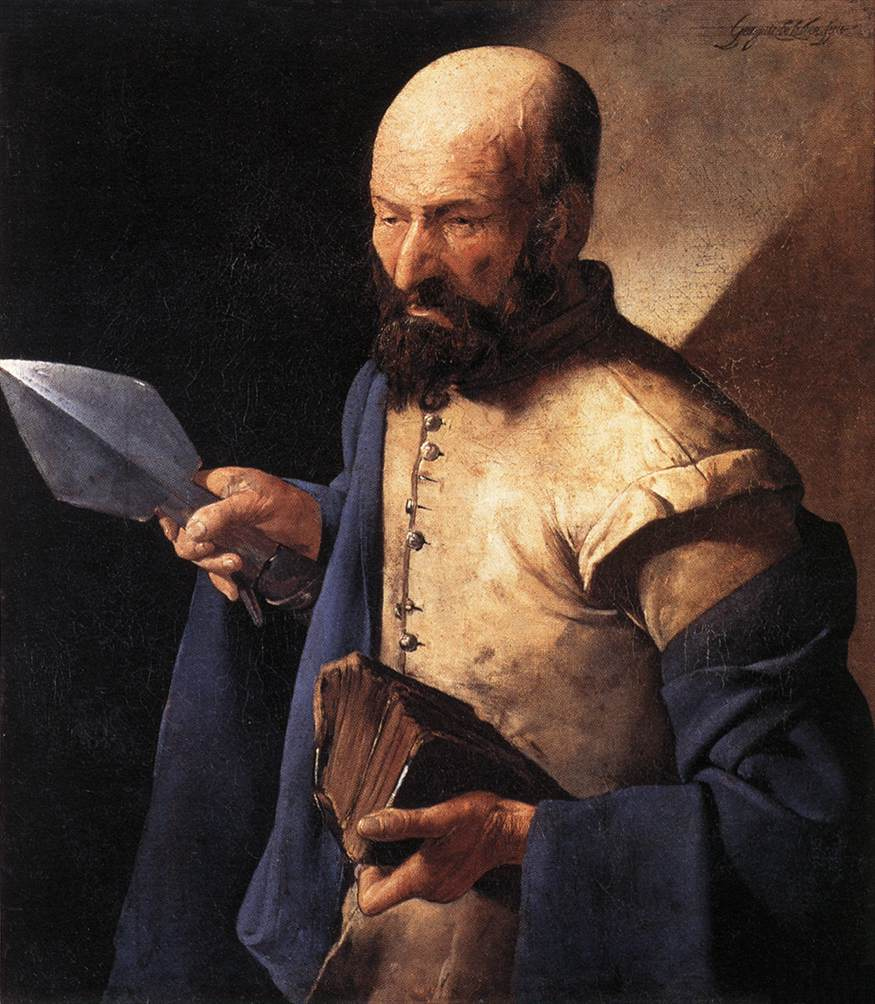
L'apostolo Tommaso in un dipinto di Georges de La Tour

Risale, tramite il greco Θωμᾶς (Thōmas) e il latino Thomas, al nome aramaico תָּאוֹמָא (Tāʾômâ), che alla lettera vuol dire "gemello" (lo stesso significato dei nomi Didimo e Gemello).
Si tratta di un nome di tradizione biblica, portato nel Nuovo Testamento dall'apostolo Tommaso; alla sua figura, e a quella di altri santi e beati come Tommaso d'Aquino e Tommaso da Celano, si deve la diffusione del nome in ambiti cristiani.
In Italia il nome è ben attestato, specialmente nel Meridione e in Lazio. In Inghilterra cominciò ad essere usato solo dopo conquista, quando venne importato dai normanni, divenendo ben presto uno dei nomi più comuni, anche grazie alla figura di Thomas Becket.

## Onomastico
Sono numerosi i santi e i beati che hanno portato questo nome. Tre di essi sono figure maggiori, e generalmente l'onomastico si festeggia in loro memoria: san Tommaso, apostolo e martire in India (3 luglio per la Chiesa cattolica e 6 ottobre per quella ortodossa), san Tommaso d'Aquino, filosofo e teologo, uno dei Dottori della Chiesa (28 gennaio) e san Thomas Becket, arcivescovo di Canterbury e martire (29 dicembre). Fra le altre figure con questo nome si ricordano:
- 11 gennaio, san Tommaso Placidi da Cori, sacerdote[10]
- 30 gennaio, san Tommaso Khuong, sacerdote e martire nel Tonchino[10]
- 12 febbraio, beato Tommaso Hemerford, sacerdote e martire in Inghilterra
- 9 aprile, beato Tommaso da Tolentino, sacerdote francescano e martire[10]
- 21 giugno, beato Tommaso da Orvieto, religioso servita
- 22 giugno (Chiesa cattolica) e 6 luglio (Chiesa anglicana), san Tommaso Moro (Thomas More), umanista, scrittore e politico, martire a Londra[10]
- 23 giugno, san Thomas Garnet, sacerdote gesuita e martire a Londra[10]
- 27 giugno, san Tommaso Toán, martire a Nam Định[10]
- 5 luglio, san Tommaso, abate di Terreti[10]
- 8 settembre, san Tomás di Villanueva, agostiniano, vescovo di Valencia[10]
- 19 ottobre, beato Tommaso Hélye, sacerdote
- 31 ottobre, beato Tommaso Bellacci da Firenze, francescano
- 22 novembre, beato Tommaso Reggio, vescovo di Genova[10]
- 10 dicembre, san Tommaso di Farfa (o di Maurienne), abate di Farfa[10]

## Persone
- Tommaso, apostolo

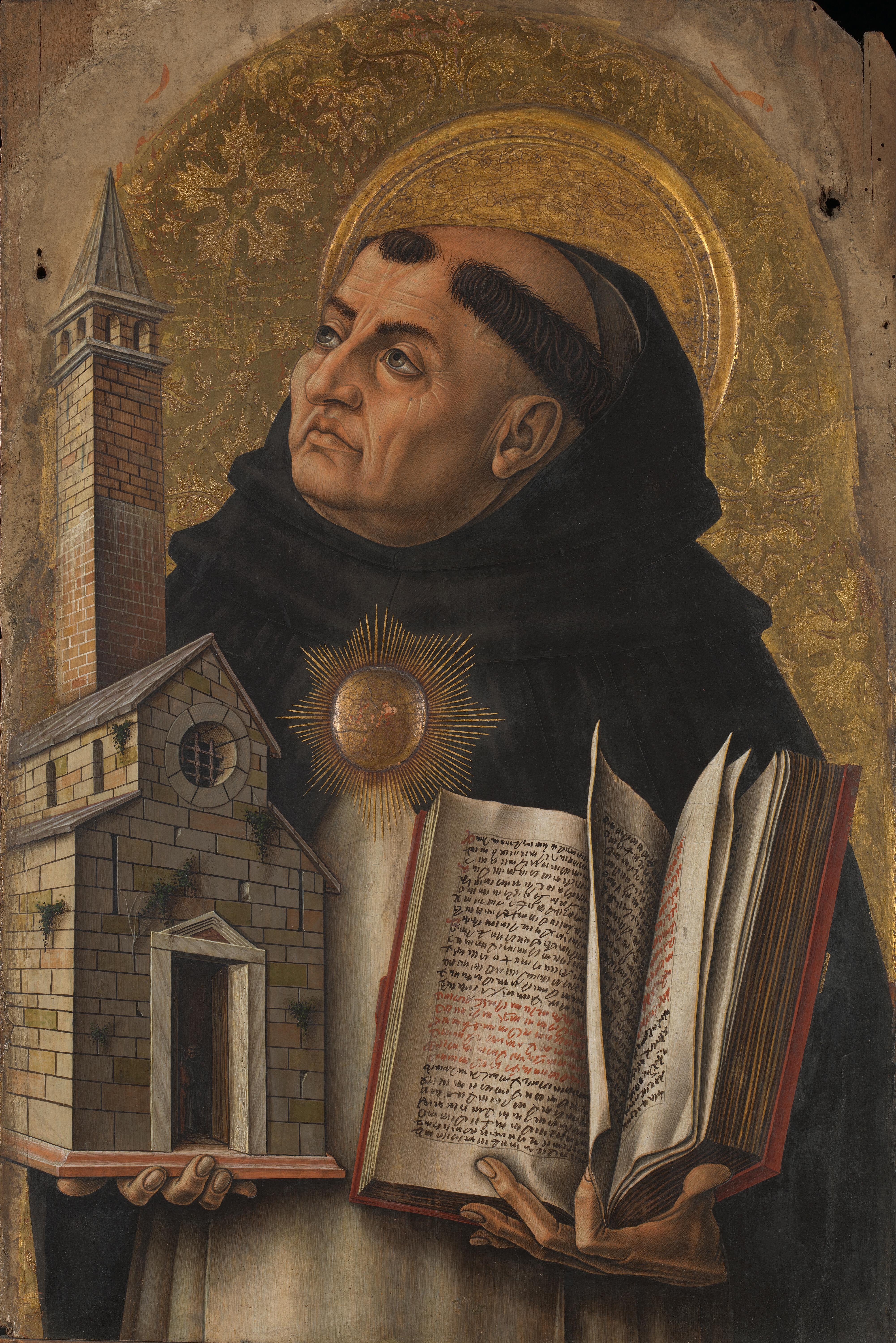
Tommaso d'Aquino

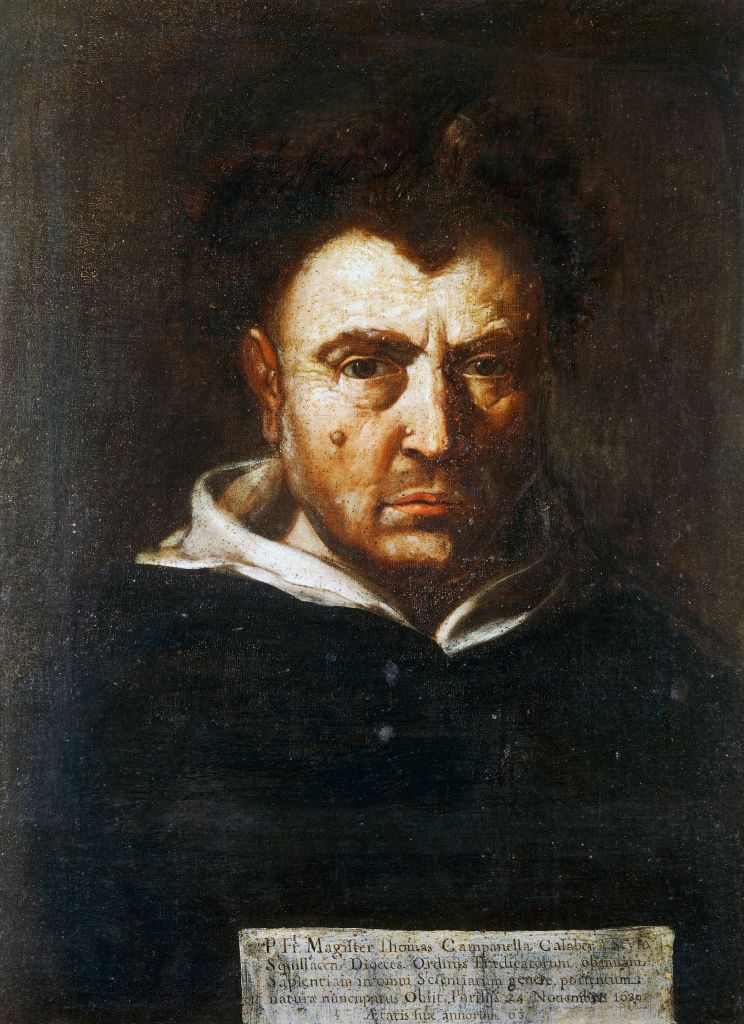
Tommaso Campanella

- Tommaso d'Aquino, religioso, teologo e filosofo italiano
- Tommaso I di Savoia, Conte di Savoia e Conte d'Aosta e Moriana
- Tommaso Minini di ser Giovanni di Mone Cassai, vero nome del Masaccio, pittore italiano
- Tommaso Aniello, detto Masaniello, capopopolo e rivoluzionario napoletano
- Tommaso Becket, arcivescovo cattolico britannico
- Tommaso Campanella, filosofo, teologo, poeta e frate domenicano italiano
- Tommaso Cannizzaro, poeta, critico letterario e traduttore italiano
- Tommaso Grossi, scrittore e poeta italiano
- Tommaso Landolfi, scrittore, poeta, traduttore e glottoteta italiano
- Tommaso Mocenigo, doge della Repubblica di Venezia
- Tommaso Padoa-Schioppa, economista e politico italiano
- Tommaso Rocchi, calciatore italiano
- Tommaso Salvadori, ornitologo italiano
- Tommaso Salvini, attore teatrale e patriota italiano
- Tommaso Traetta, compositore italiano
- Tommaso Tittoni, diplomatico e politico italiano

### Variante Tomaso

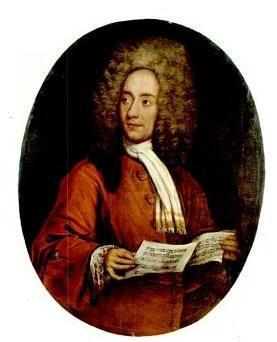
Tomaso Albinoni

- Tomaso Albinoni, compositore e violinista italiano
- Tomaso Catullo, naturalista, geologo e zoologo italiano
- Tomaso Cecchino, compositore italiano
- Tomaso Da Rin, pittore italiano
- Tomaso Filippi, fotografo italiano
- Tomaso Fregoso, doge della Repubblica di Genova
- Tomaso Gropallo, scrittore italiano
- Tomaso Luciani, patriota italiano
- Tomaso Monicelli, giornalista e drammaturgo italiano
- Tomaso Montanari, storico dell'arte italiano
- Tomaso Poggio, fisico italiano
- Tomaso Smith, giornalista, scrittore, commediografo, sceneggiatore e traduttore italiano
- Tomaso Staiti di Cuddia delle Chiuse, politico e giornalista italiano
- Tomaso Tatti, calciatore e allenatore di calcio italiano
- Tomaso Tommasi di Vignano, dirigente d'azienda italiano
- Tomaso Antonio Vitali, violinista e compositore italiano
- Tomaso Zanoletti, imprenditore e politico italiano

### Variante Tomas
- Tomas Arana, attore statunitense
- Tomas Brolin, calciatore svedese

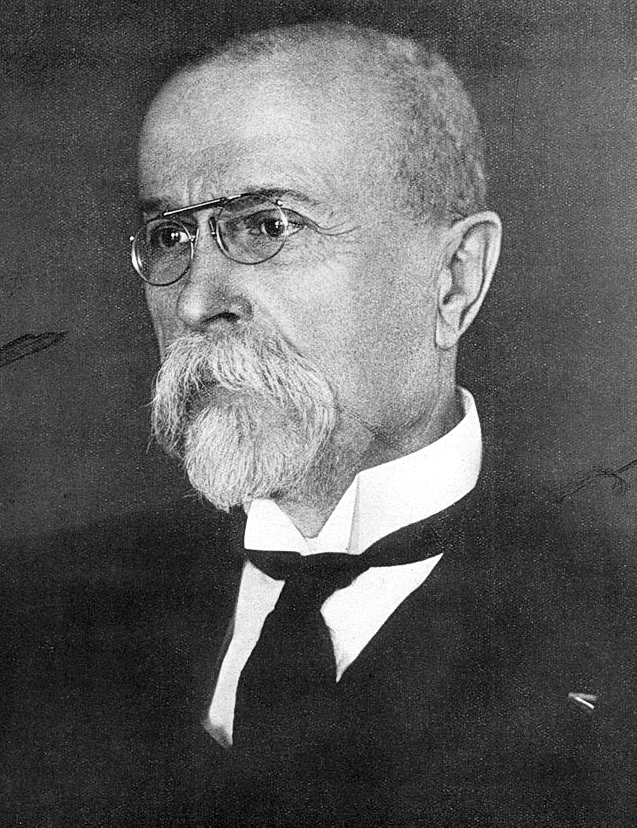
Tomáš Masaryk

- Tomas Danilevičius, calciatore lituano
- Tomas Locatelli, calciatore italiano

### Variante Tomáš
- Tomáš Baťa, imprenditore ceco
- Tomáš Berdych, tennista ceco
- Tomáš Masaryk, sociologo, filosofo e politico cecoslovacco
- Tomáš Špidlík, teologo e cardinale ceco

### Variante Tomás

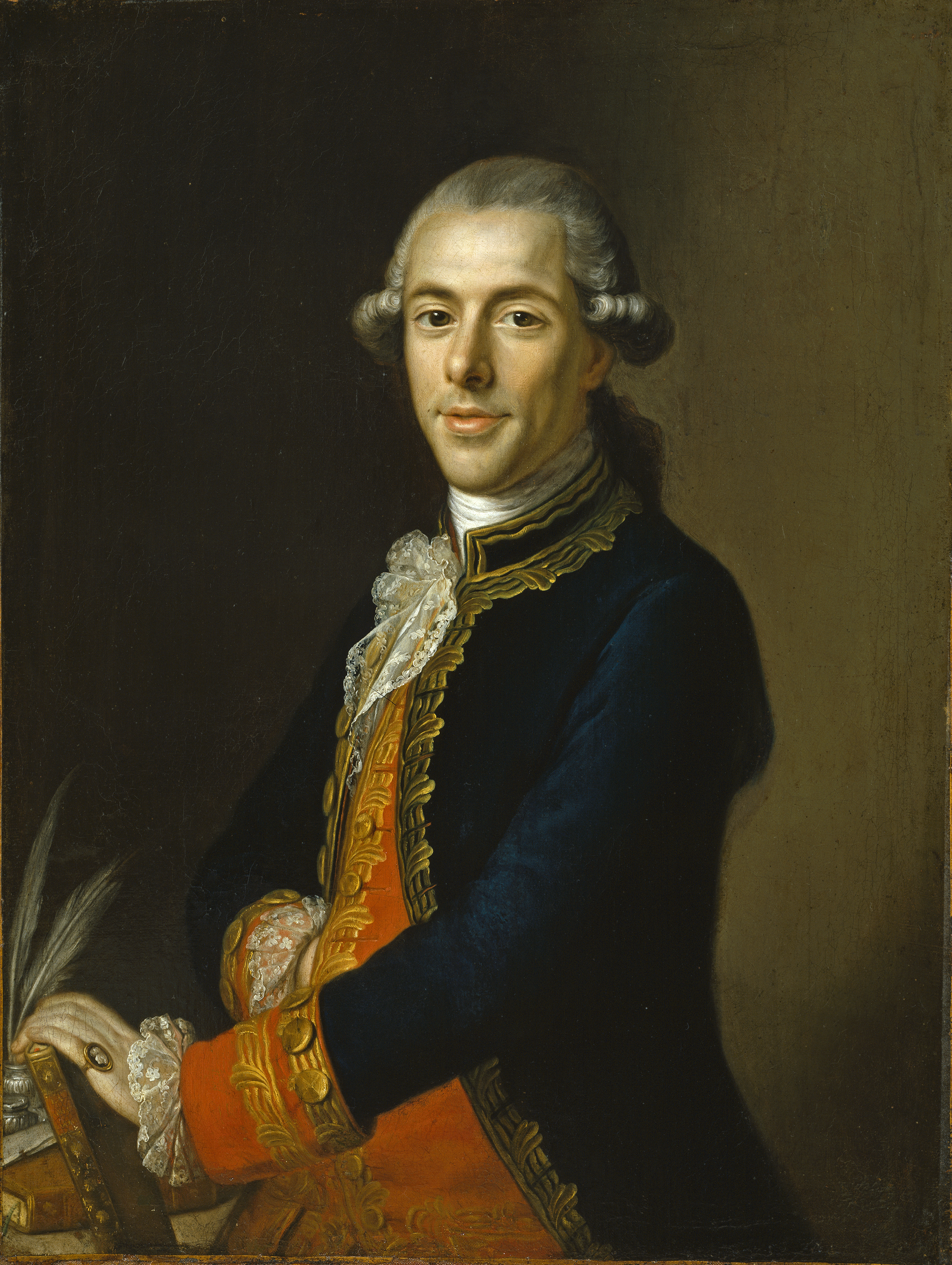
Tomás de Iriarte

- Tomás de Iriarte, poeta, drammaturgo e traduttore spagnolo
- Tomás Marín de Poveda, generale spagnolo
- Tomás Luis de Victoria, compositore, organista e cantore spagnolo
- Tomás Eloy Martínez, scrittore argentino
- Tomás Mejía, militare messicano
- Tomas Milian, attore, sceneggiatore e cantante cubano naturalizzato statunitense

### Variante Tomasz
- Tomasz Arciszewski, politico polacco
- Tomasz Majewski, pesista polacco
- Tomasz Peta, arcivescovo cattolico polacco
- Tomasz Wróblewski, musicista, cantante e produttore discografico polacco

### Variante Thomas

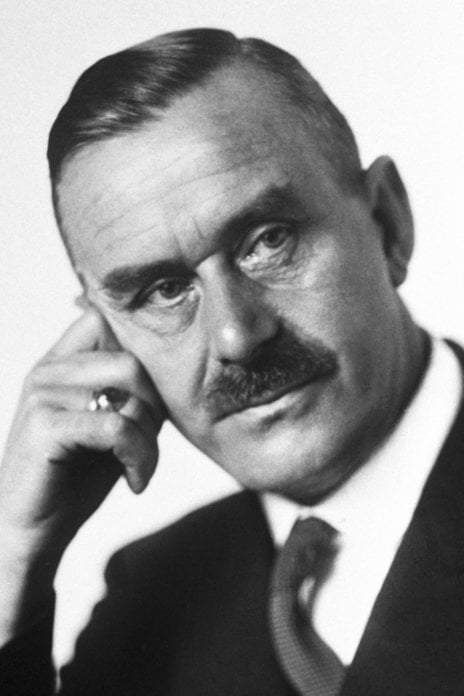
Thomas Mann

- Thomas Edison, inventore e imprenditore statunitense
- Thomas Hardy, scrittore e poeta britannico
- Thomas Jefferson, politico, scienziato e architetto statunitense
- Thomas Manfredini, calciatore italiano
- Thomas Mann, scrittore e saggista tedesco
- Thomas Merton, scrittore e religioso statunitense
- Thomas More, umanista, scrittore e politico britannico
- Thomas Müntzer, pastore protestante riformato tedesco
- Thomas Wolfe, scrittore e poeta statunitense

### Variante Maso
- Maso di Banco, pittore italiano, erede di Giotto
- Maso di Bartolomeo, architetto, scultore e orafo italiano
- Maso da San Friano, pittore italiano tardomanierista
- Maso Notarianni, giornalista italiano

### Variante Tom

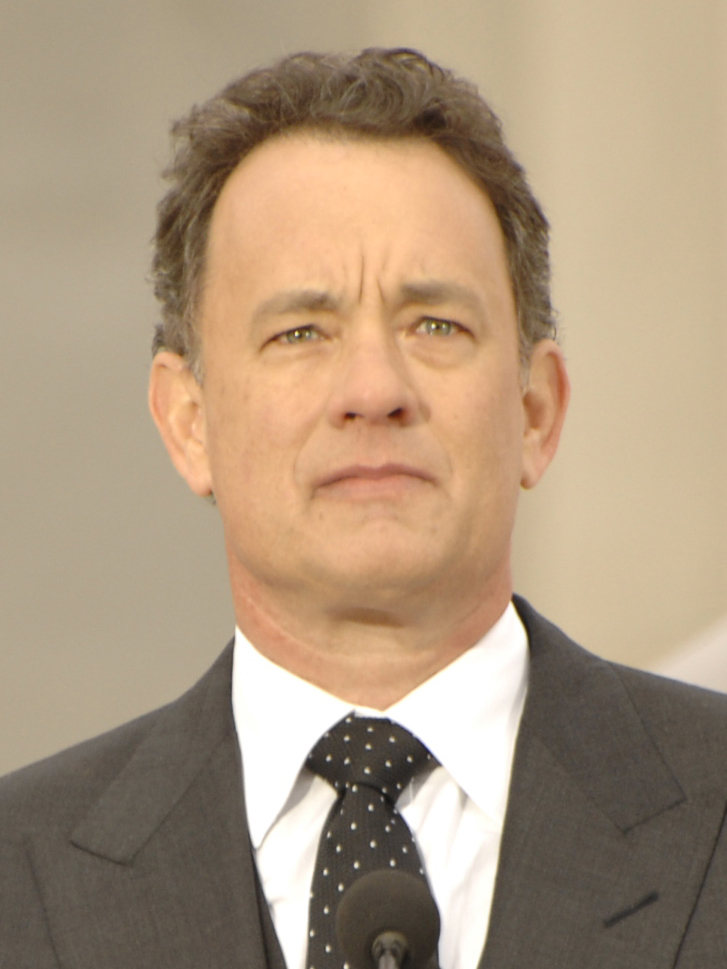
Tom Hanks

- Tom Araya, cantante e bassista cileno naturalizzato statunitense
- Tom Berenger, attore statunitense
- Tom Boonen, ciclista su strada belga
- Tom Cruise, attore e produttore cinematografico statunitense
- Tom Hanks, attore, regista, sceneggiatore, e produttore cinematografico statunitense
- Tom Hardy, attore britannico
- Tom Hiddleston, attore britannico
- Tom Hulce, attore e produttore teatrale statunitense
- Tom Mix, attore statunitense
- Tom Waits, cantautore e attore statunitense

### Variante Tommy

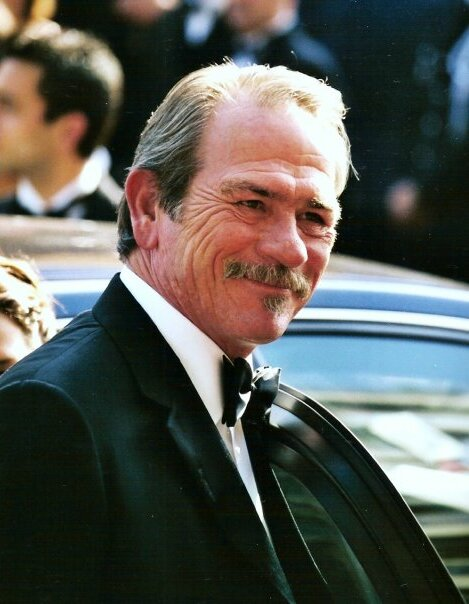
Tommy Lee Jones

- Tommy Hilfiger, stilista statunitense
- Tommy Lee Jones, attore e regista statunitense
- Tommy Lee, batterista, cantante e tastierista greco naturalizzato statunitense
- Tommy Ramone, batterista e produttore discografico ungherese naturalizzato statunitense
- Tommy Robredo, tennista spagnolo

### Altre varianti
- Masolino da Panicale, pittore italiano
- Masolino D'Amico, critico teatrale italiano
- Tomas Milian, attore, sceneggiatore e cantante cubano naturalizzato statunitense
- Tamás Margl, bobbista e atleta ungherese
- Tamás Vaskó, calciatore ungherese

## Il nome nelle arti
- Tommaso è una canzone di Fulminacci.
- Tommy è un album del gruppo inglese The Who.
- Tommaso! è un album live del 1993 della cantante Marcella Bella dedicato al figlio appena nato.
- Tom è un personaggio della serie manga e anime One Piece.
- Tom è un personaggio del cartone animato Tom & Jerry.
- Tom è un personaggio della serie televisiva Lost
- Thomas chiamato Tom è un personaggio di A tutto reality presenta: Missione Cosmo Ridicola.
- Lo zio Tom è il protagonista del romanzo La capanna dello zio Tom di Harriet Beecher Stowe.
- Thomas, detto Tom, è un personaggio del libro La ragazza del treno e dell'omonimo film
- Thomas è il personaggio principale nonché protagonista della saga letteraria e cinematografica di Maze Runner
- Tom Bombadil è un personaggio de Il Signore degli Anelli.
- Tommasino Cupiello, detto "Nennillo", è un personaggio della commedia di Eduardo De Filippo Natale in casa Cupiello.
- Thomas Forrester è un personaggio della soap opera Beautiful.
- Tomàs Heredia è un personaggio della telenovela Violetta.
- Tom Kranich è un personaggio della serie televisiva Squadra Speciale Cobra 11.
- Tom Lovett è un personaggio della banda Disney.
- Thomas Lynley è il protagonista dei romanzi di Elizabeth George
- Tom Riddle è il vero nome di Voldemort, principale antagonista della serie Harry Potter.
- Tom Sawyer è un personaggio del romanzo di Mark Twain Le avventure di Tom Sawyer e delle opere da esso derivate, oltre che di altre opere dello stesso autore.
- Thomas "Tommy" Shelby è il protagonista della serie Netflix Peaky Blinders.
- Tommasino Unzio è il protagonista della novella Canta L'Epistola di Luigi Pirandello.
- Tommy Vercetti e un personaggio del videogioco GTA: Vice City.
- Tomasso è il nome di due personaggi di Un posto al sole: uno è deceduto mentre l'altro è un bambino di un anno.
- Tom Trench è un personaggio della serie animata Hazbin Hotel.